# Katolička Crkva u Bjelorusiji
Katolička Crkva u Bjelorusiji je vjerska zajednica u Bjelorusiji u punom zajedništvu s papom, tenutno Franjom.
Računa se da je oko 1,4 mil. katolika u Bjelorusiji - što čini oko 15% stanovništva zemlje. Crkva je podijeljena u 4 dijeceze
od kojih je jedna nadbiskupija.

## Povijest
Počeci katoličanstva u Bjelorusiji sežu još do 9. stoljeća kada dolazi do prvih pokrštavanja među Slavenima koje su vršili braća Ćiril i Metod, tzv. slavenski apostoli.
Rimokatolička crkva je od samih početaka nailazila na otpor, jer se vlada bojala utjecaja papinstva na katoličko poljsko kraljevstvo. Petar Veliki dozvolio je tek 1705. gradnju jedne katoličke crkve. Katolici su tijekom careve vladavine bili podvrgnuti strogoj kontroli. Prije podjele Poljske samo je mali broj katolika živio u Rusiji. To se mijenja 1772., kada stotine tisuće katolika dolaze pod rusku vlast.
Tijekom 19. stoljeća katoličanstvo u Rusiji izloženo je teškim progonima, pogotovo u vrijeme vladavina Nikole I. i Aleksandra II. (1825. – 1881.).
21. rujna 2007. papa Benedikt XVI. imenovao je Tadeuša Kondruseviča za nadbiskupa nadbiskupije Minsk-Mahiljaŭ.
Apostolski nuncij je od 2011. Claudio Gugerotti koji je na tom mjestu zamijenio hrvatskoga nadbiskupa Martina Vidovića.

## Popis biskupija
- Nadbiskupija Minsk-Mahiljov -  610 490 vjernika[1]
- Biskupija Grodno - 591 000 vjernika[1]
- Biskupija Pinsk - 50 115 vjernika[1]
- Biskupija Vitebsk - 151 000 vjernika[1]

## Vanjske poveznice
- Preuzeto iz catholic-hierarchy.org